# Sezione di commissariato Marina Militare di Cagliari
La Sezione di Commissariato Marina Militare di Cagliari (Maricommi Cagliari) è stato un Ente Amministrativo della Marina Militare che aveva come compito primario quello di fornire supporto logistico alle unità navali in transito e ai Comandi ed Enti della base e della Sardegna. I dipendenti dell'Ente sono circa 1300 persone fra militari e civili.

## Storia
La Sezione dei Servizi di Commissariato venne istituita in Sardegna con il Regio Decreto N° 840 del 16 giugno 1932 nella sede di La Maddalena e agli inizi degli anni cinquanta la sua sede è stata trasferita a Cagliari. Nel mese di luglio del 1961 Maricommi è stata elevata al rango di Direzione, per poi trasformarsi nel 1970 definitivamente in sezione.
La massima operatività della Sezione è stata raggiunta con la creazione del deposito POL Nazionale di Monte Urpinu, sito nell’area urbana di Cagliari e ricavato in caverna nell’omonima collina, considerato da subito un importantissimo punto strategico, soprattutto durante la guerra fredda.
Con l’entrata in funzione del deposito POL di Sant'Elia, in sostituzione di quello di Monte Urpinu, e grazie alla partecipazione degli Stati Uniti, il servizio di rifornimento combustibile fornito dalla Maricommi ha assunto una connotazione NATO, allargando così la possibilità di utilizzo di tale servizio anche alle Marine Militari degli Stati membri del Patto Atlantico.
Dal 1º aprile 1999 è stato istituito, in seno a Maricommi Cagliari, il Centro Unico di spesa che ha assunto l’amministrazione delle unità navali dislocate nella Base di Cagliari, degli Organismi delle capitanerie di porto dell’intera Sardegna e delle dipendenti motovedette, oltre all’amministrazione di tutto il personale, militare e civile, a eccezione del Personale della Marina Militare destinato nelle sedi di La Maddalena e Tavolara e del personale del corpo delle capitanerie di porto destinato a Mariscuola La Maddalena per compiti di istituto.
Nel quadro della riorganizzazione della Marina Militare la Sezione di commissariato militare marittimo di Cagliari  è stata soppressa nel 2014 e le relative funzioni attribuite al Comando supporto logistico di Cagliari costituito il 31 dicembre 2013, che ha assunto anche le funzioni di supporto logistico della base di Cagliari svolte dal Comando militare marittimo autonomo della Sardegna, anch'esso soppresso.